# Ter Borgtmolen
De Ter Borgtmolen of Ter Borghtmolen (Molen Ter Borg(h)t) is een watermolen in de Oost-Vlaamse gemeente Maarke-Kerkem (Maarkedal).

## Geschiedenis
Volgens documenten uit 1155 werd de watermolen in de twaalfde eeuw geschonken door Arnaud van Oudenaarde aan de abdij van Ename, samen met twee andere watermolens in de omgeving. De watermolen staat op de Maarkebeek. In de tweede helft van de zestiende eeuw was de molen eigendom van de graaf van Lalaing. In 1912 werd een stoommachine geplaatst. De molen was actief tot 1967. De eigenaar liet in de jaren 1980 de watermolen renoveren, het ijzeren waterrad werd vernieuwd in 1986. De molen heeft een maalinstallatie met drie steenkoppels en een gietijzeren raderwerk en is terug maalvaardig gemaakt.

## Afbeeldingen

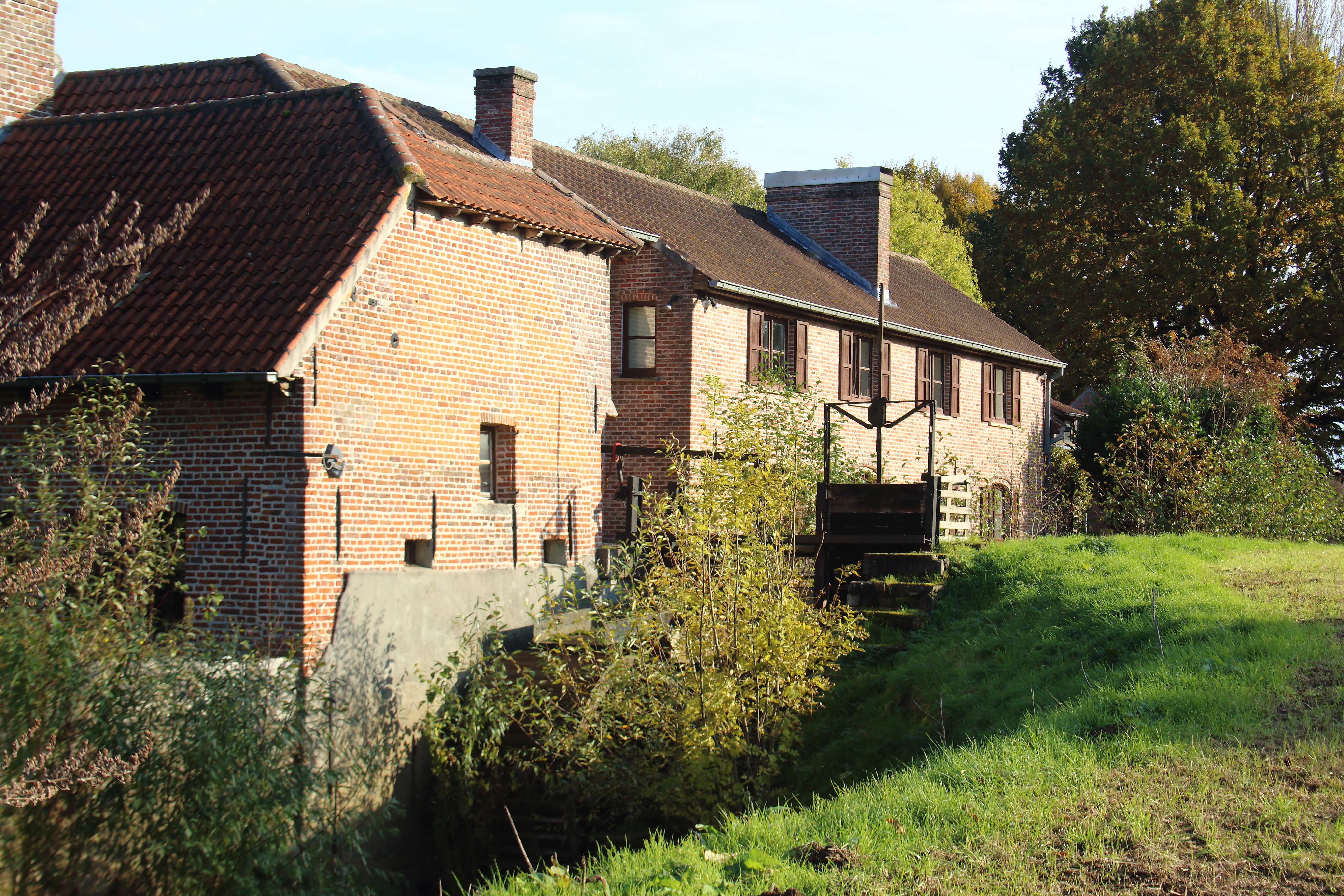
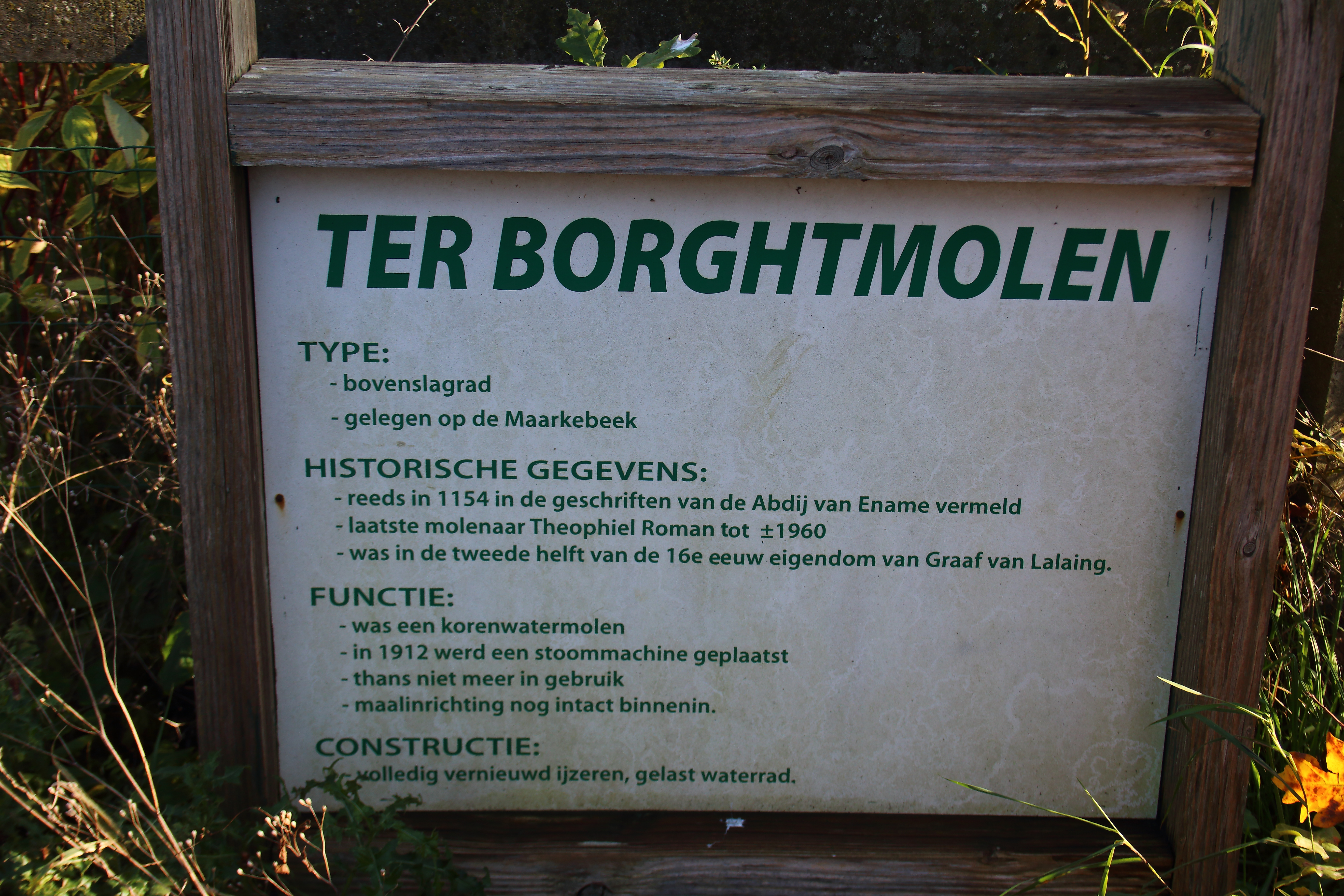
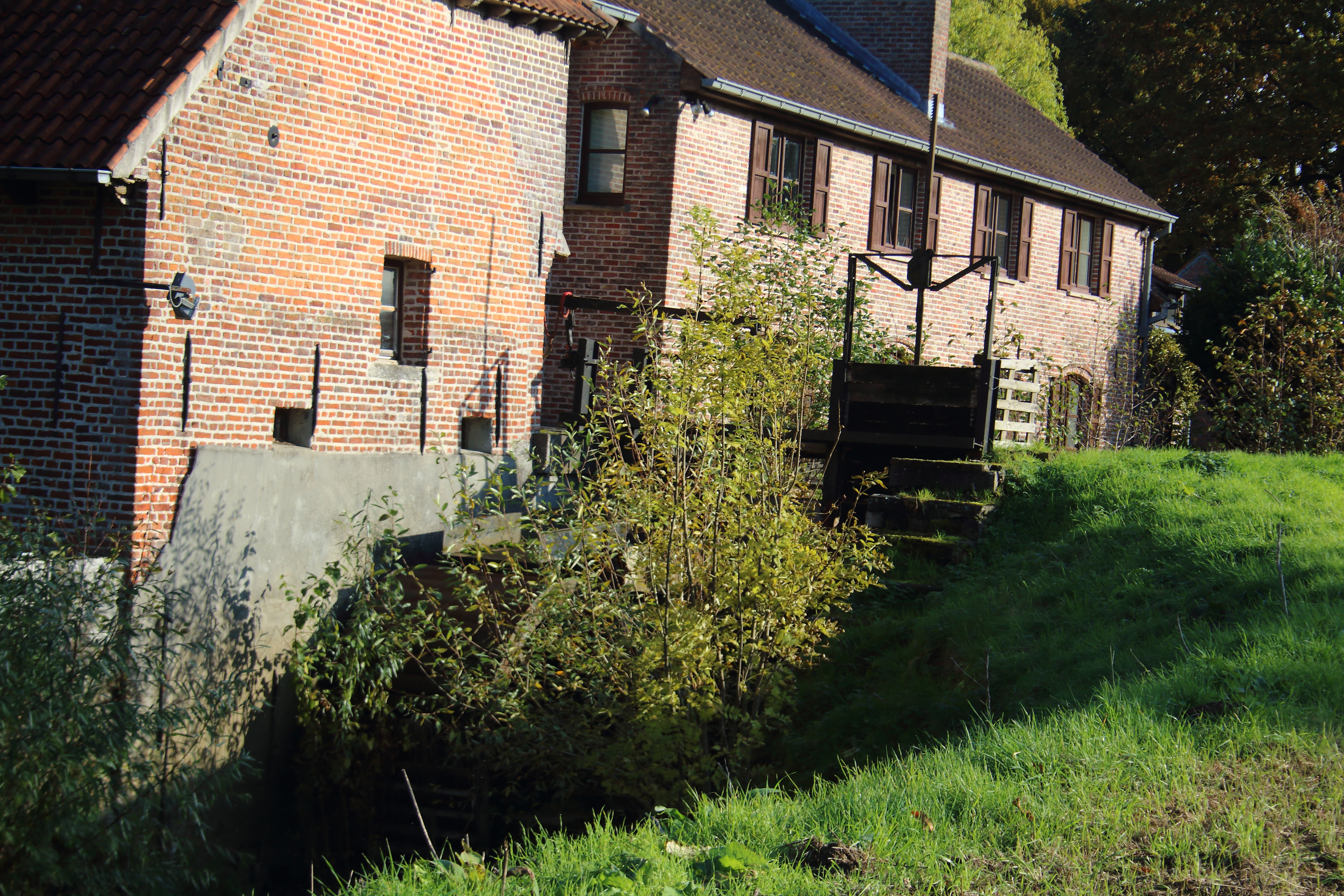